# Carlos Quipo
Carlos Quipo est un boxeur équatorien né le 17 mai 1990 à Quijos.

## Carrière

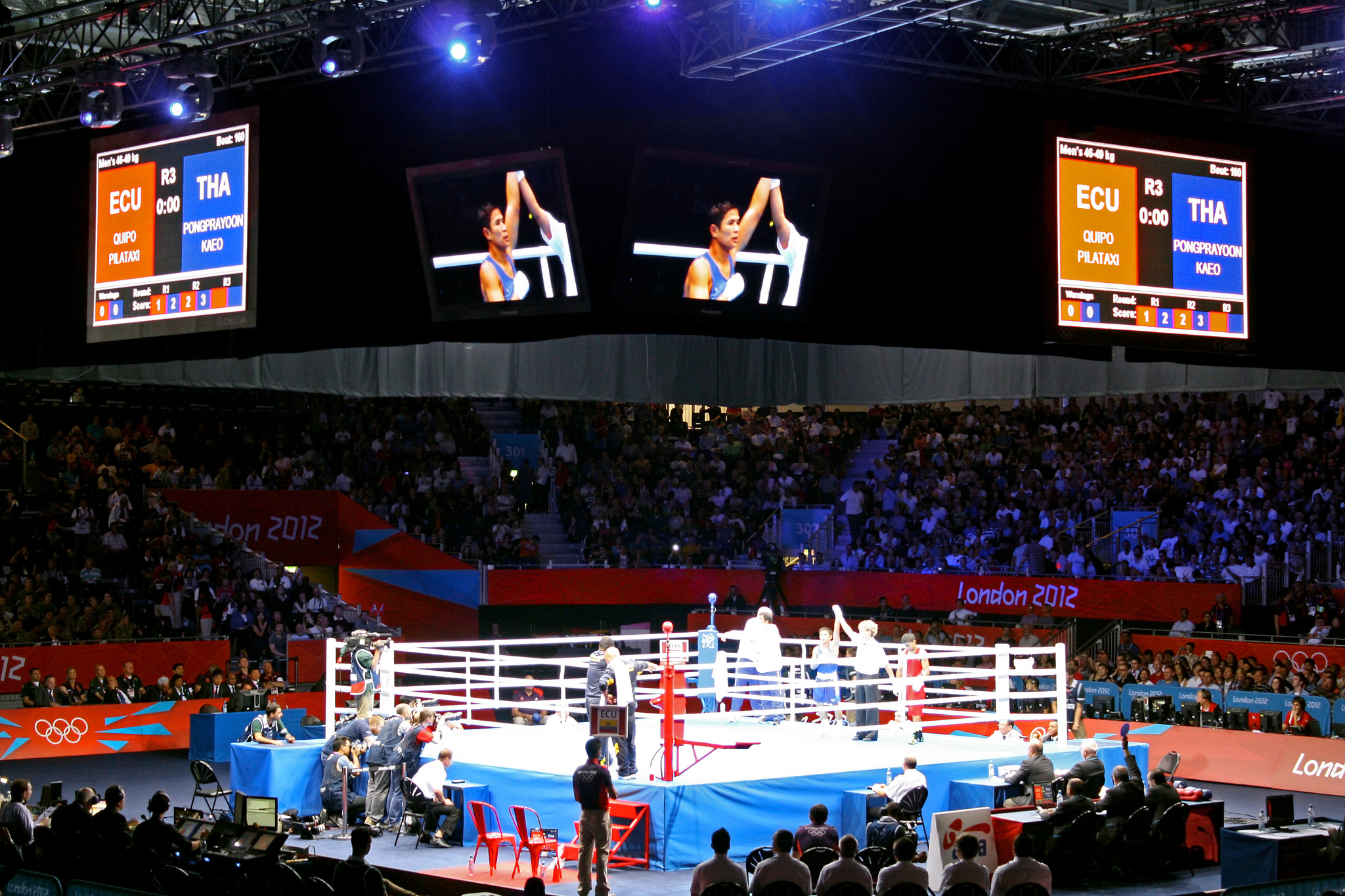
Carlos Quipo (en rouge) contre Kaeo Pongprayoon aux jeux olympiques de Londres le 4 août 2012

Sa carrière amateur est marquée par une médaille d'or remportée aux championnats panaméricains de Quito en 2010 dans la catégorie mi-mouches. Qualifié pour les Jeux olympiques de Londres en 2012, il est éliminé au second tour par Kaeo Pongprayoon, futur médaillé d'argent.

## Palmarès

### Championnats panaméricains de boxe amateur
- Médaille d'or en -48 kg en 2010 à Quito, Équateur

## Référence
1. ↑  (en) Résultats des Jeux olympiques 2012 (amateur-boxing.strefa.pl)